# ۵۵۱ (خورشیدی)
۵۵۱ پانصد و پنجاه و یکمین سال هجری خورشیدی است.